# Брун, Фёдор Антонович
Барон (с 15 (27) мая 1883) Фёдор (Теодор) Антонович Брун (1821—1888) — российский государственный деятель, сенатор, действительный тайный советник (1885). Статс-секретарь Его Императорского Величества (1873). Министр-статс-секретарь Великого княжества Финляндского (1881—1888).

## Биография
В службе  классном чине с 1844 года после окончания Императорского Санкт-Петербургского университета. 
В 1860 году произведён в действительные статские советники, старший чиновник Второго отделения Собственной Его Императорского Величества канцелярии.
В 1868 году  произведён в тайные советники. С 1869 года сенатор Правительствующего сената. С 1871 года товарищ главноуправляющего Второго отделения Собственной Его Императорского Величества канцелярии князя С. Н. Урусова, с 1873 года статс-секретарь Его Императорского Величества.
С 1881 года министр-статс-секретарь  Великого княжества Финляндского. В 1885 году  произведён в действительные тайные советники.
Был награждён всеми российскими орденами вплоть до ордена Святого Александра Невского с бриллиантовыми знаками пожалованные ему 6 декабря 1886 года.

## Семья
- Сын Фёдор (1859—1916) — тайный советник